# گروه تورنت
گروه تورنت (انگلیسی: Torrent Group) شرکت خوشه‌ای هندی است، که در سال ۱۹۵۹ توسط یو. آن. مهتا تأسیس شد.